# Успение Богородично (Оризарци)
Вижте пояснителната страница за други значения на Успение Богородично.
„Успение Богородично“ или „Света Богородица“ (на гръцки: Κοιμήσεως της Θεοτόκου) е българска възрожденска православна църква в боймишкото село Оризарци (Ризия), Егейска Македония, Гърция, част от Гумендженската, Боймишка и Ругуновска епархия на Вселенската патриаршия.

## Местоположение
Църквата е разположена в северния край на селото.

## История
В църквата има икони на възрожденския зограф Димитър Вангелов.